# Rita Kurzmann-Leuchter
Rita Kurzmann-Leuchter   (Viena, 4 de febrer de 1900 - Buenos Aires, 21 d'octubre de 1942) nascuda Henriette Rita Pollak, fou una pianista i professora de música austríaca.
Rita Kurzmann va estudiar química i física a la Universitat de Viena entre 1918 i 1923, després musicologia i física i filosofia com a assignatures menors. L'any 1921 es va casar amb el metge Dr. Rudolph Kurzman. El 1924 es va doctorar amb Guido Adler amb la tesi Die Modulation en les obres instrumentals de Mozart, que va aparèixer en fragments dels estudis d'Adler sobre musicologia, suplements als monuments de la música a Àustria (Heft 12) l'any següent.
Els professors de piano de Kurzmann van ser Hugo Reinhold i, a principis dels anys trenta, Emil von Sauer. La seva primera aparició demostrada com a pianista és una vetllada de Max Reger al Konzerthaus de Viena l'any 1926. Ja els anys 1927 i 1928 va aparèixer amb el violinista Louis Krasner, per a qui Alban Berg va compondre més tard el seu concert per a violí. A partir de 1927 va ser professora de piano al New Vienna Conservatory.
Des de principis de la dècada de 1930, Kurzmann va ser la secretaria de la secció austríaca de la International Society for New Music (IGNM). Anton Webern i David Josef Bach i van comptar amb Rita. El 1932 i el 1933 Webern va fer dues sèries de conferències a l'apartament de Kurzmann. Hi van participar Ernst Krenek, Eduard Steuermann, Paul Amadeus Pisk, Erwin Stein, i ocasionalment també Alban i Helene Berg i la seva transcripció es va publicar l'any 1960 amb el títol Der Weg zum Neue Musik. El 1935, Kurzmann va treballar amb Berg en la versió per a piano del concert per a violí que havia compost per a Louis Krasner.
A principis de 1936 va assajar l'obra amb Krasner, que la va estrenar al Festival IGNM de Barcelona de 1936 sota la direcció d'Hermann Scherchen. Poc abans es va fer una pre-estrena amb Krasner i Kurzmann a la sala de música de cambra del Wiener Musikverein. Amb motiu de l'atorgament del premi Emil Hertzka el maig de 1936, va tocar una suite per a piano de Norbert von Hannenheim i les Tres peces per a piano de Paul Dessau.
El mateix any Kurzmann es va divorciar del seu marit i va emigrar a Buenos Aires. Aquí es va casar amb el musicòleg i director d'orquestra Erwin Leuchter, a qui havia conegut als concerts de la Simfònica dels Treballadors de Viena a principis dels anys trenta. El 1938 va emprendre una gira europea, on va fer un concert amb música argentina a Viena. El mateix any va tocar un cicle de sonates per a violí amb el violinista Carlos Pessina a Buenos Aires.
El 1939 estrena al Teatre del Pueblo les obres Do re mi fa sol (1933) i Canción de otoño (1939) de José María Castro. Principalment, però, es va dedicar a la docència i va publicar una sèrie d'obres musicals-educatives. El seu alumne més famós va ser el compositor i director d'orquestra Michael Gielen.

## Obres (selecció)
- El pequeño violinista rondas, canciones, danzas populares argentinas arregladas para la enseñanza primaria para violín con acompañamiento de otro violín o de piano. Il·lustracions Agi Lamm. Buenos Aires: Ricordi Americana, 1942.
- Canciones infantiles Europeas. Il·lustracions Agi Lamm. Buenos Aires: Ricordi Americana, 1950. (3. Aufl.)
- Canciones de navidad. Il·lustracions Agi Lamm. Buenos Aires: Ricordi Americana imp. 1998.